# Diego Gutiérrez Orihuela
Diego Aníbal Gutiérrez Orihuela fue un político peruano. Fue alcalde provincial de Jauja de 1984 a 1986.
Inició su actividad política en las elecciones municipales de 1983 en las que obtuvo la alcaldía de Jauja por la Izquierda Unida con el 31.570% de los votos. En las elecciones generales de 1990 fue candidato a diputado de la República por el partido Izquierda Socialista y por el departamento de Junín sin obtener representación. Finalmente, en las elecciones de 1993 se presentó como candidato a la alcaldía provincial de Huancayo por la Lista Independiente Alternativa Democrática sin éxito.